# سيزار كونسيبسيون
سيزار كونسيبسيون (بالإنجليزية: César Concepción)‏ هو موزع أمريكي، ولد في 1909 في Cayey, Puerto Rico ‏ في الولايات المتحدة، وتوفي في 1974 في ريو بيدراس ‏ في بورتوريكو.

## روابط خارجية
- سيزار كونسيبسيون على موقع ميوزك برينز (الإنجليزية)
- سيزار كونسيبسيون على موقع ميوزك برينز (الإنجليزية)
- سيزار كونسيبسيون على موقع أول ميوزيك (الإنجليزية)
- سيزار كونسيبسيون على موقع ديسكوغز (الإنجليزية)